# Ibn Hajar al-Asqalani
Pour les articles homonymes, voir Hajjar.

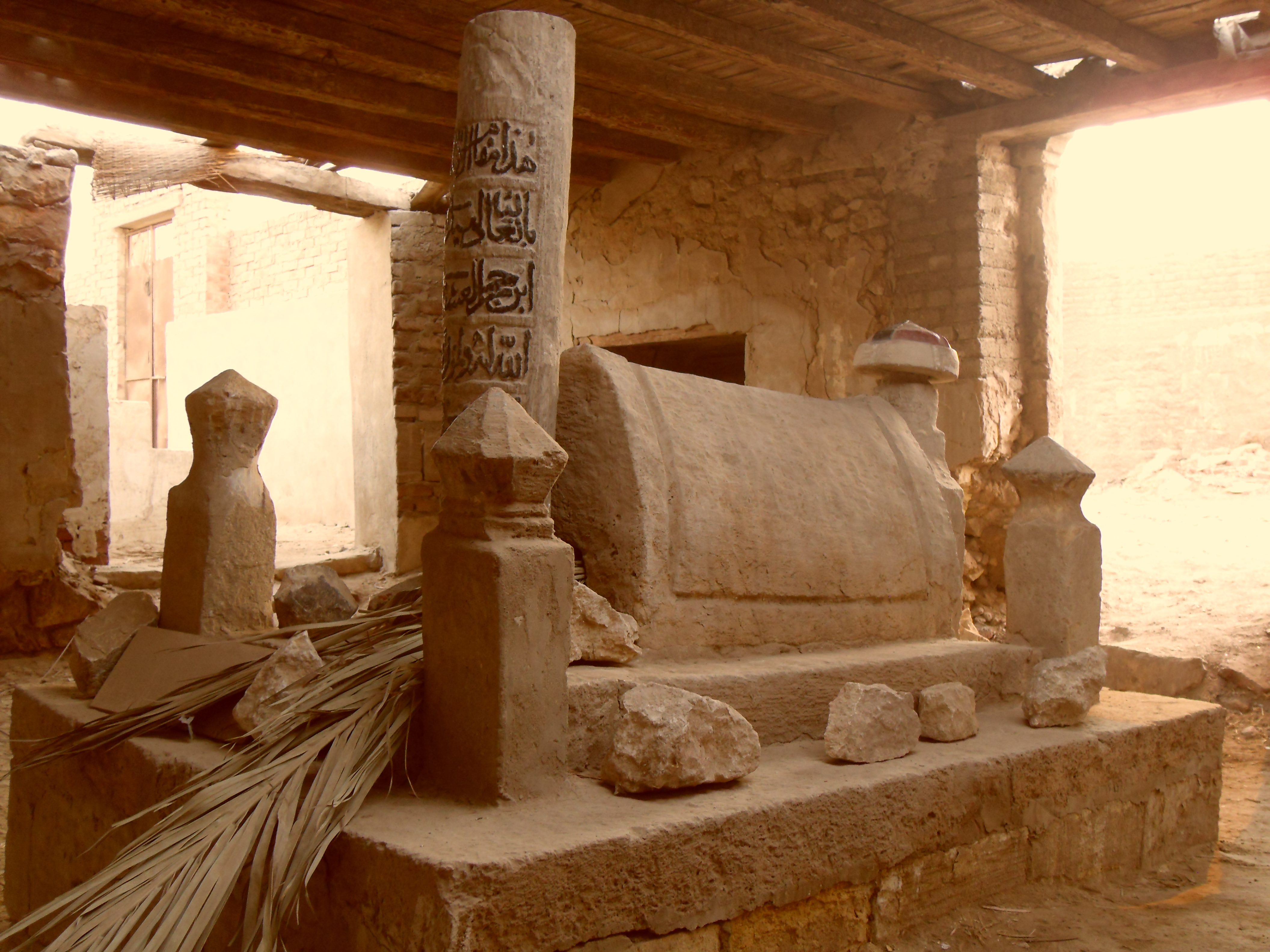

Al-Hafiz Shihab ud-din Abul-Fadl Ahmad ibn Ali ibn Muhammad (en arabe : الحافظ شهاب الدين ابوالفضل احمد إبن علي إبن محمد), davantage connu sous le nom d’Ibn Hajar Al Asqalani (en arabe : إبن حجر العسقلاني), est un juriste shafiite et théologien sunnite du XIVe – XVe siècle. Il est spécialisé dans le domaine des hadiths si bien qu'il est nommé le « Amir Al Mouminine » dans la science du hadith. Son nom al-Asqalani est liée à la ville d'Ashkelon, dont il est originaire.

## Biographie

### Enfance et études
Il est né au Caire en 1372, fils du savant et poète Shafi'i Nur al-Din Ali. Ses deux parents étant morts pendant son enfance, il est devenu, ainsi que sa sœur, Sitt al-Rakb, pupille du frère de la première femme de son père, Zaki al-Din al-Kharrubi qui inscrit Ibn Hajar dans une école coranique alors qu'il n’avait que cinq ans. Il excelle dans ses études, apprenant la sourate Maryam en une seule journée et progressant dans la mémorisation de textes comme le Coran, puis la version abrégée des œuvres d'Ibn al-Hajib sur les fondements du Fiqh. Quand il accompagna al-Kharrubi à La Mecque à l'âge de 12 ans, il était considéré comme capable de diriger les prières du Tarawih au cours du Ramadan. Lorsque son tuteur est décédé en 1386, l'éducation d’Ibn Hajar en Égypte a été confiée à un universitaire versé dans les Hadith, Shams al-Din ibn al-Qattan qui le fit assister aux cours donnés par al-Bulqini (d. 1404) et Ibn al-Mulaqqin (d. 1402) dans le domaine des Fiqhs Shafi'i et Zayn al-Din al-'Iraqi (d. 1404) dans le domaine des hadiths, jusqu’à ce qu’il se rende à Damas et Jérusalem étudier sous la direction de Shams al-Din al-Qalqashandi (d. 1407), Badr al-Din al-Balisi (d. 1401) et Fatima bint al-al-Manja Tanukhiyya (d. 1401). Après une nouvelle visite à La Mecque, à Médine et au Yémen, il est ensuite retourné en Égypte.
En 1397, à l'âge de vingt-cinq, il épousa Anas Khatun qui était elle-même une experte en hadiths de par les connaissances qu’elle détenait de Zayn al-Din al-'Iraqi. Elle donnait des conférences publiques à des assemblées d’oulémas auxquelles assistait al-Sakhawi. Par ailleurs, il aurait étudié auprès de cinquante-trois autres femmes ainsi que l'on peut le lire dans ses écrits. Ibn Hajar a été nommé à plusieurs reprises au poste de juge égyptien (Cadi) et est l’auteur de plus de cinquante ouvrages sur les hadiths, de livres d’histoire, de biographies, d’exégèses coraniques (Tafsir), de compilations sur la poésie et la jurisprudence Shafi'i. En 1414 (année 817 de l’hégire), Ibn Hajar s’est attaqué à l'immense tâche de commenter l’œuvre de Sahih Bukhari. Ibn Rajab a commencé à écrire un énorme commentaire sur Sahih Bukhari dans les années 1390 sous le titre de Fath al-Bari, mais n’était parvenu qu’à la section des prières funèbres au moment de sa mort. Ibn Hajar a décidé de donner à ses propres commentaires le même titre, Fath al-Bari, qui avec le temps est devenu le commentaire le plus réputé de Sahih Bukhari. Quand il le termina, en décembre 1428, une cérémonie a eu lieu près du Caire, à laquelle ont participé les ouléma, les juges et les principales personnalités égyptiennes. Ibn Hajar lut les dernières pages de son travail, après quoi les poètes récitèrent des éloges et de l'or fut distribué. Ce fut selon l'historien Ibn Iyas, la plus grande célébration de l’époque en Égypte.

### Mort
Ibn Hajar est décédé après les prières d’Isha le 2 février 1449 à l'âge de soixante-seize ans. Ses funérailles au Caire ont été suivies par une foule estimée à cinquante mille personnes, dont le sultan et le calife.

## Œuvres
- Al-Fath'ul Bâri - considéré comme le commentaire le plus important et le plus fiable sur le Jami 'al-Sahih d’al-Bukhari.
- al-Durar al-Kamina - un dictionnaire biographique de personnalités du VIIIe siècle.
- Tahdhib al-Tahdhib - une abréviation du Tahdhib al-Kamal, l'encyclopédie des narrateurs de hadith par al-Mizzi.

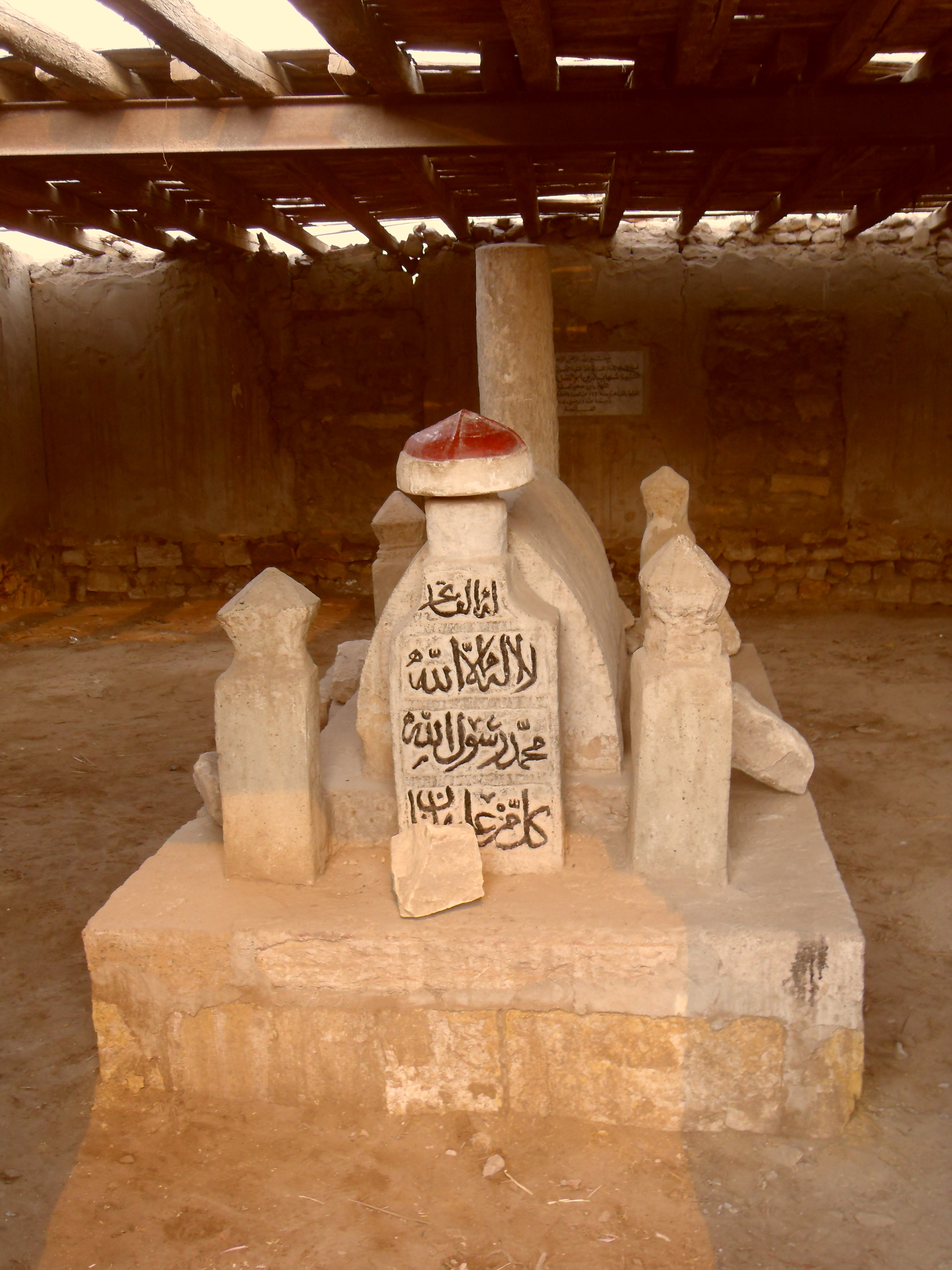

- Al-Isaba fi tamyiz al Sahaba - le dictionnaire biographique des compagnons le plus complet, et largement utilisé.

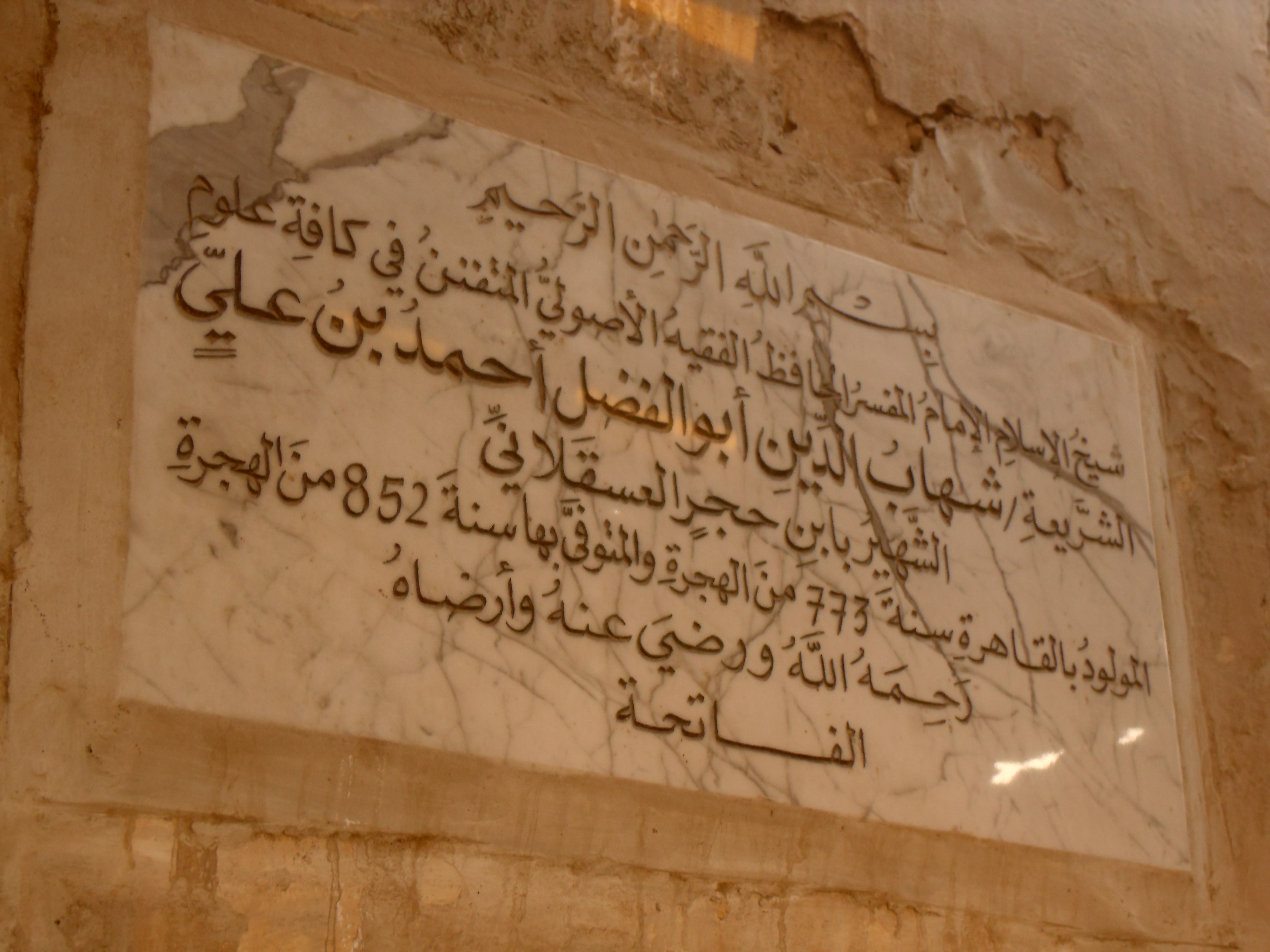

- Bulugh al-maram min adillati-l-ahkam (al-Bulûghul Marâm) - sur le hadith utilisé dans le fiqh Shafi'i.

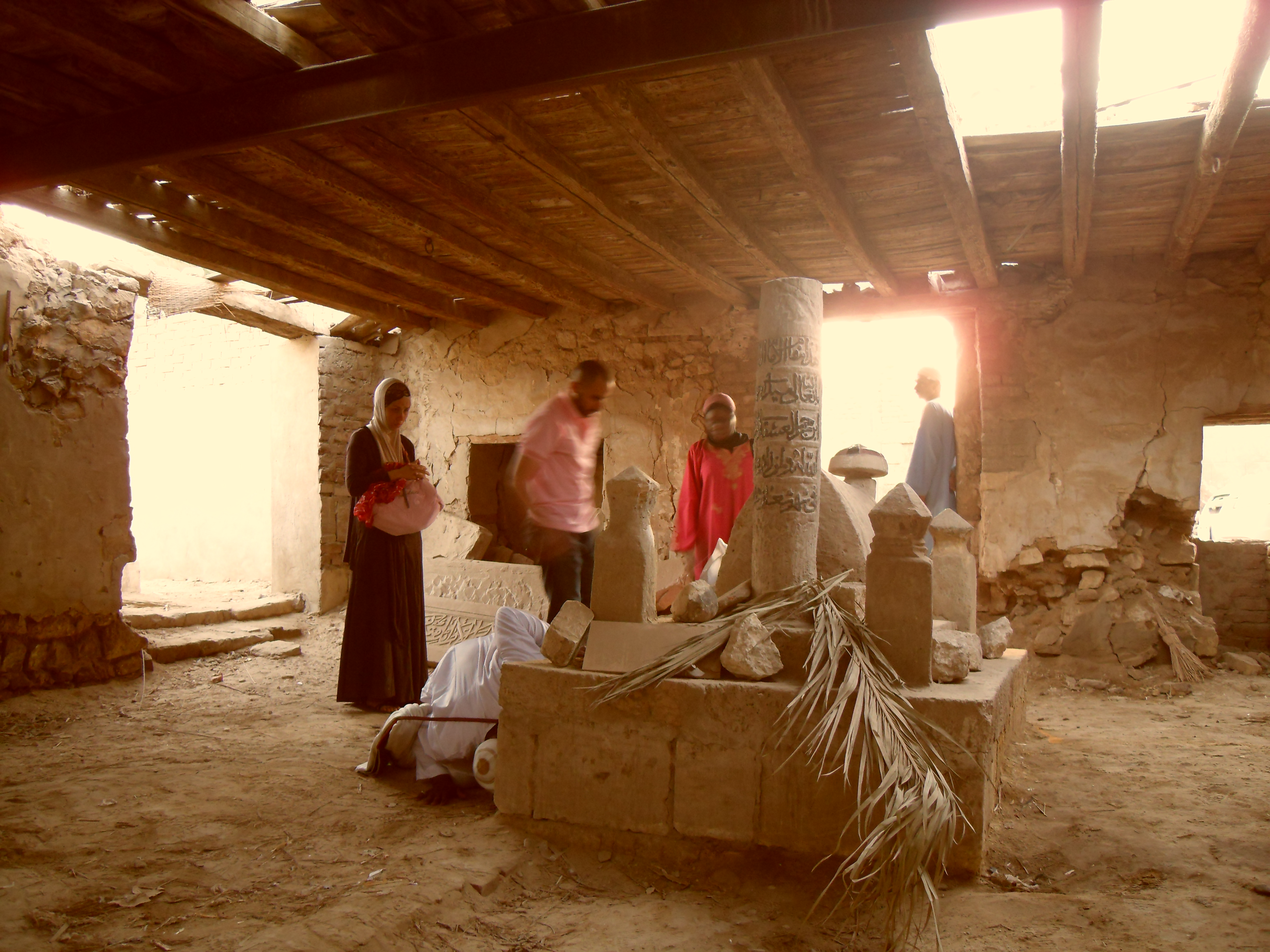

- Raf‘ al-iṣr ‘an quḍāt Miṣr - un dictionnaire biographique consacré aux cadis d’Egypte[4].
- Taqrib al-Tahdhib
- Nata'ij al-Afkar fi Takhrij Ahadith al-Adhkar
- Lisan al-Mizan
- Talkhis al-Habir fi Takhrij al-Rafi`i al-Kabir
- al-Diraya fi Takhrij Ahadith al-Hidaya
- Taghliq al-Ta`liq `ala Sahih al-Bukhari
- Risala Tadhkirat al-Athar
- al-Matalib al-`Aliya bi Zawa'id al-Masanid al-Thamaniya
- Nukhbat al-Fikr, accompagné de Nuzhah al-Nathr
- al-Nukat ala Kitab ibn al-Salah
- al-Qawl al-Musaddad fi Musnad Ahmad
- Silsilat al-Dhahab
- Ta`rif Ahl al-Taqdis bi Maratib al-Mawsufin bi al-Tadlis